# Gautier Larsonneur
Gautier Larsonneur, född 23 februari 1997, är en fransk fotbollsmålvakt som spelar för Saint-Étienne.

## Karriär
Larsonneur började spela fotboll 2003 i US Plougonvelin. 2008 gick han över till Brest. Den 11 augusti 2017 debuterade Larsonneur i Ligue 2 i en 0–0-match mot Gazélec Ajaccio. Den 12 juli 2022 lånades han ut till Valenciennes.
Den 6 januari 2023 värvades Larsonneur av Saint-Étienne, där han skrev på ett 2,5-årskontrakt.